# Ramal C23 del Ferrocarril Belgrano
El Ramal C23 pertenece al Ferrocarril General Belgrano, Argentina.

## Ubicación
Se ubica en la provincia de Santiago del Estero dentro del departamento Moreno.

## Características
Es un ramal secundario de la red de vía estrecha del Ferrocarril General Belgrano, cuya extensión es de 35 km entre la localidad de Tintina y los parajes de Patay y Lilo Viejo. Parte hacia el este desde el km 673.0 del Ramal C5. A 2013 se encuentra sin operaciones. Sus vías se encuentran a cargo de la empresa estatal Trenes Argentinos Cargas.